# ربات خودمختار

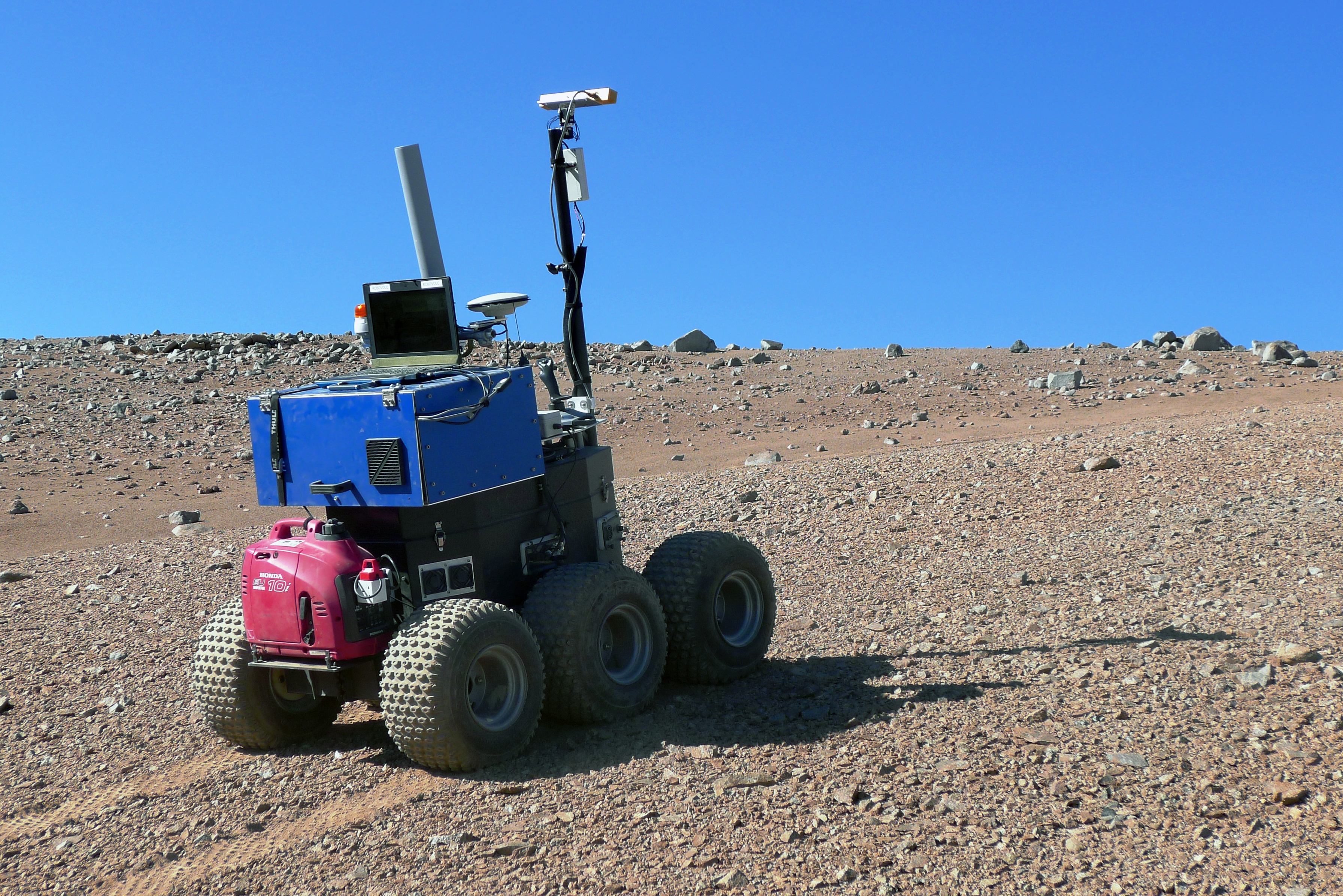
ربات خودمختار

ربات خودمختار (به انگلیسی: Autonomous robot) ربات‌هایی هستند که می‌توانند وظایف دلخواه را در یک محیط ازپیش‌ساخته‌نشده یا ساختاربندی‌نشده بدون هدایت مداوم انسان انجام دهند. بسیاری از ربات‌ها تا اندازه‌ای خودمختاری دارند. درجه خودمختاری بالا به خصوص در زمینه‌هایی مانند اکتشاف فضا، تمیزکردن کف، چمن‌زنی، و بازیافت فاضلاب مطلوب است.
یک ربات تماماً خودمختار می‌تواند:
- از محیط اطراف اطلاعات دریافت کند.
- برای مدت طولانی بدون دخالت انسان کارکند.
- بخش یا بخش‌هایی از خود را در محیط خودش بدون یاری انسان حرکت دهد.
- از موقعیت‌هایی که به آدم‌ها، دارایی‌ها، یا خود او آسیب می‌زند پرهیز کند. مگر اینکه آن موقعیت‌ها بخشی از مشخصات و تعریف طرح آن باشند.

ربات خودمختار را ربات وفقی یا وفق‌دهنده نیز می‌توان نامید.